# Black Creek (Carolina del Nord)
Black Creek è una città degli Stati Uniti d'America situata nella Carolina del Nord, nella Contea di Wilson.